# Lliga Europea de Natació

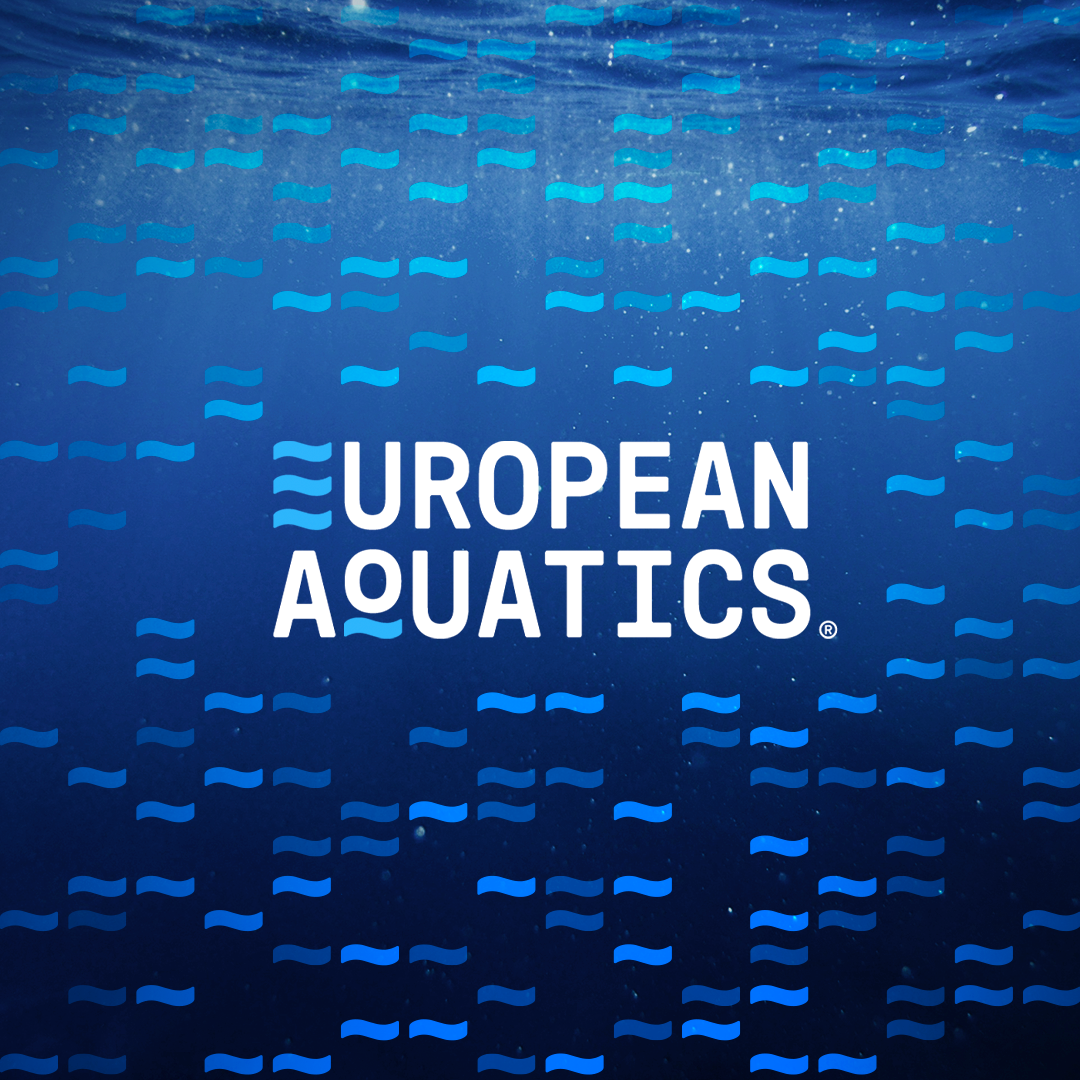
Logotip de la Lliga europea de natació.

La Lliga Europea de Natació (LEN) és l'organisme encarregat de governar a Europa els esports aqüàtics afiliats a la Federació Internacional de Natació (FINA), essent així la branca regional de l'autoritat internacional.
Comprèn 51 federacions nacionals d'Europa, a més a més d'incloure la d'Israel. S'encarrega de regular esports aqüàtics com la natació, salts, la natació en aigües obertes, la natació sincronitzada i el waterpolo. A partir del juny de 2010 la seva seu es troba a Luxemburg; anteriorment es trobava a la Via Cassia 929 de Roma (Itàlia).

## Història
Va ser fundada l'any 1926 a Budapest (Hongria) per representants de vuit federacions nacionals: Dinamarca, Finlàndia, França, Noruega, Països Baixos, Polònia, Suècia i Suïssa.
L'any 1926 es va celebrar el primer Campionat d'Europa de natació a Budapest. Aquests campionats incloïen la natació, salts, la natació sincronitzada i el waterpolo. Fins a 1997 es va mantenir aquest format. El 1989 es va realitzar el primer Campionat d'Europa de natació en aigües obertes a la localitat de Stari Grad (actualment, Croàcia).
L'any 1991 es va celebrar el primer Campionat d'Europa de natació en piscina curta a Gelsenkirchen (Alemanya). En aquests campionats només es realitzaren proves de natació en una piscina de 25 metres.

## Esdeveniments
Entre les competicions més importants que la LEN organitza regularment s'hi troben:
- Campionat d'Europa de natació (piscina de 50 m) – inclou proves de natació sincronitzada, salts i aigües obertes.
- Campionat d'Europa de natació en piscina curta (piscina de 25 m) – només proves de natació.
- Campionat d'Europa de natació en aigües obertes
- Campionat d'Europa de waterpolo masculí
- Campionat d'Europa de waterpolo femení
- Campionat d'Europa júnior de natació
- Campionat d'Europa màster de natació
- Campionat Europeu de Salts

La LEN també organitza diverses copes de natació i waterpolo, així com trobades per a nadadors júniors.

## Organització
L'estructura jeràrquica de la federació està conformada pel President, el Secretari General i els Vicepresidents, el Congrés (efectuat cada dos anys), el Cos Executiu i els Comitès Tècnics. El Cos Executiu està compost per membres representants de quinze federacions.

### Presidents
| No. | Període     | Nom                  | Estat          |
| --- | ----------- | -------------------- | -------------- |
| 1   | 1926 – 1930 | Erik Bergvall        | Suècia         |
| 2   | 1930 – 1934 | Walter Binner        | Alemanya       |
| 3   | 1934 – 1938 | Harold Fern          | Regne Unit     |
| 4   | 1938 – 1947 | Émile-Georges Drigny | França         |
| 5   | 1948 – 1950 | Ladislav Hauptmann   | Txecoslovàquia |
| 6   | 1950 – 1954 | René de Raeve        | Bèlgica        |
| 7   | 1954 – 1958 | Jan de Vries         | Països Baixos  |
| 8   | 1958 – 1962 | Béla Rajki           | Hongria        |
| 9   | 1962 – 1970 | Jan de Vries         | Països Baixos  |
| 10  | 1970 – 1982 | Bertil Sallfors      | Suècia         |
| 11  | 1982 – 1986 | Ante Lambaša         | Iugoslàvia     |
| 12  | 1986 – 1990 | Klaas van de Pol     | Països Baixos  |
| 13  | 1990 – 2008 | Bartolo Consolo      | Itàlia         |
| 14  | 2008        | Nory Kruchten        | Luxemburg      |

### Estats membres
El 2007 la LEN comptava amb l'afiliació de 50 federacions nacionals d'Europa.
| No. | Estat                | Federació |
| --- | -------------------- | --- |
| 1   | Albània              | Albanian Swimming Federation                                                                                 |
| 2   | Alemanya             | Deutscher Schwimm-Verband                                                                                    |
| 3   | Andorra              | Federació Andorrana de Natació                                                                               |
| 4   | Armènia              | Swimming Federation of Armenia                                                                               |
| 5   | Àustria              | Österreichischer Schwimmverband                                                                              |
| 6   | Azerbaidjan          | Azerbaijan Swimming Federation                                                                               |
| 7   | Belarús              | Swimming Federation of Belaruss                                                                              |
| 8   | Bèlgica              | Fédération Royale Belge de Natation                                                                          |
| 9   | Bòsnia i Hercegovina | Swimming Federation of Bosnia and Herzegovina                                                                |
| 10  | Bulgària             | Bulgarian Swimming Federation                                                                                |
| 11  | Croàcia              | Hrvatski plivački savez Arxivat 2010-09-22 a Wayback Machine.                                                |
| 12  | Xipre                | Cyprus Swimming Federation                                                                                   |
| 13  | Dinamarca            | Dansk Svømmeunion                                                                                            |
| 14  | Eslovàquia           | Slovenská plavecká Federácia                                                                                 |
| 15  | Eslovènia            | Plavalna zveza Slovenije                                                                                     |
| 16  | Espanya              | Real Federación Española de Natación                                                                         |
| 17  | Estònia              | Estonian Swimming Federation                                                                                 |
| 18  | Illes Fèroe          | Svimjisamband Føroya                                                                                         |
| 19  | Finlàndia            | Finnish Swimming Association                                                                                 |
| 20  | França               | Fédération Française de Natation                                                                             |
| 21  | Geòrgia              | Georgian Aquatic Sports National Federation                                                                  |
| 22  | Gibraltar            | Gibraltar Amateur Swimming Association                                                                       |
| 23  | Grècia               | Hellenic Swimming Federation Arxivat 2011-09-22 a Wayback Machine.                                           |
| 24  | Hongria              | Magyar Úszó Szövetség (natació) Arxivat 2007-12-14 a Wayback Machine. Magyar Vízilabda Szövetség (waterpolo) |
| 25  | Islàndia             | Sundsamband Íslands                                                                                          |
| 26  | Irlanda              | Swimm Ireland                                                                                                |
| 27  | Israel               | Israel Swimming Association                                                                                  |
| 28  | Itàlia               | Federazione Italiana Nuoto                                                                                   |
| 29  | Letònia              | Latvijas Peldēšanas federācija                                                                               |
| 30  | Liechtenstein        | Liechtensteiner Schwimmverband                                                                               |
| 31  | Lituània             | Lietuvos plaukimo federacija                                                                                 |
| 32  | Luxemburg            | Fédération Luxembourgeoise de Natation et de Sauvetage                                                       |
| 33  | Macedònia del Nord   | Swimming Federation of North Macedonia                                                                       |
| 34  | Malta                | Aquatic Sports Association of Malta                                                                          |
| 35  | Moldàvia             | Swimming Federation of Moldavia                                                                              |
| 36  | Mònaco               | Fédération Monégasque de Natation                                                                            |
| 37  | Montenegro           | Montenegro Swimming Federation                                                                               |
| 38  | Noruega              | Norges Svømmeforbund                                                                                         |
| 39  | Països Baixos        | Koninklijke Nederlandse Zwembond                                                                             |
| 40  | Polònia              | Polski Związek Pływacki Arxivat 2011-03-10 a Wayback Machine.                                                |
| 41  | Portugal             | Federação Portuguesa de Natação                                                                              |
| 42  | Txèquia              | Český svaz plaveckých sportů                                                                                 |
| 43  | Regne Unit           | British Swimming Association                                                                                 |
| 44  | Romania              | Federaţia Română de Nataţie                                                                                  |
| 45  | Rússia               | All-Russian Swimming Federation Russian Water Polo Federation Arxivat 2011-11-02 a Wayback Machine.          |
| 46  | Sèrbia               | Swimming Federation of Serbia                                                                                |
| 47  | Suècia               | Svenska Simförbundet                                                                                         |
| 48  | Suïssa               | Schweizerischer Schwimmverband Arxivat 2014-01-09 a Wayback Machine.                                         |
| 49  | Turquia              | Turkish Swimming Federation                                                                                  |
| 50  | Ucraïna              | Ukrainian Swimming Federation                                                                                |